# Evippa banarensis
Evippa banarensis Tikader & Malhotra, 1980 è un ragno appartenente alla famiglia Lycosidae.

## Etimologia
Il nome deriva dalla località di rinvenimento degli esemplari: il villaggio indiano di Banar, seguito dal suffisso -ensis che designa l'appartenenza ad una località geografica.

## Caratteristiche
La colorazione di questa specie è molto simile a quella di E. sohani. Somiglia ad E. rubiginosa Simon, 1885, ma ne differisce per due peculiarità: 
1. epigino di struttura differente.
2. I margini laterali della pars thoracica del prosoma mostrano una banda di colore pallido che si estende in continuità. Nella E. rubiginosa tale banda è punteggiata e discontinua[1].

Le femmine hanno il body length (prosoma + opistosoma) di 8,50 millimetri (4,0 + 4,5).

## Distribuzione
La specie è stata reperita nell'India settentrionale: sono stati rinvenuti esemplari nel villaggio di Banar, nei pressi di Jodhpur, appartenente allo stato del Rajasthan.

## Tassonomia
Al 2017 non sono note sottospecie e dal 1980 non sono stati esaminati nuovi esemplari.